# Малютин, Борис Евгеньевич
Борис Евгеньевич Малютин (14 августа 1883, Петербург — 1920, Ростов-на-Дону) — русский шахматист, один из основателей Петербургского шахматного собрания и Всероссийского шахматного союза, организатор международных шахматных турниров в Санкт-Петербурге в 1909 и в 1914 годах.
Сын генерал-майора, после окончания в 1903 году с золотой медалью Александровского лицея, служил в управлении торгового мореплавания, затем — в финансовом отделе канцелярии Государственной Думы. В 1917 году имел чин коллежского советника. Состоял в Конституционно-демократической партии.
Редактор шахматных отделов газет «Речь» и «Современное слово» (1908—1912). Участник многих петербургских соревнований (лучший результат: Всероссийский турнир любителей, 1909, 4-6-е место) и побочных турниров Германского шахматного союза. Инициатор проведения матча по переписке «Север—Юг» (1911—1912) — первого в истории шахмат массового (более 150 участников) состязания. В июле 1914 года был участником шахматного конгресса в Мангейме, который был прерван началом Первой мировой войны. Малютин вместе с другими русскими участниками был интернирован, он вернулся в Россию только в августе 1916 года.
После Октябрьской революции и начала Гражданской войны вместе со многими членами партии кадетов оказался на Юге России с войсками Деникина. Точная дата смерти Малютина неизвестна, Павел Долгоруков вспоминал, что когда он покидал Ростов в первые дни 1920 года, Малютин лежал в госпитале с сыпным тифом в состоянии, делавшем невозможной его эвакуацию, и, вероятно, совсем скоро умер.